# Cineplexx Blue Devils 2022
Questa voce raccoglie le informazioni riguardanti i Cineplexx Blue Devils nelle competizioni ufficiali della stagione 2022.

## AFL - Division I 2022

### Stagione regolare
| Hohenems 27 marzo 2022, ore 14:00 1ª giornata | Cineplexx Blue Devils | 28 – 20 (14-0 14-0 0-0 0-20) referto | Styrian Hurricanes | Stadion Herrenried |

| Klagenfurt am Wörthersee 9 aprile 2022, ore 15:00 3ª giornata | Carinthian Lions | 33 – 13 (0-0 20-0 7-7 6-6) referto | Cineplexx Blue Devils | Sportplatz Annabichl |

| Graz 24 aprile 2022, ore 14:00 5ª giornata | Styrian Bears | 34 – 24 referto | Cineplexx Blue Devils | Verbandsplatz |

| Hohenems 1º maggio 2022, ore 14:00 6ª giornata | Cineplexx Blue Devils | 34 – 6 (7-0 0-0 20-0 7-6) referto | Schwaz Hammers | Stadion Herrenried |

| Schwaz 15 maggio 2022, ore 15:00 7ª giornata | Schwaz Hammers | 11 – 33 (3-12 0-0 8-14 0-7) referto | Cineplexx Blue Devils | Silberstadt Arena |

| Hohenems 22 maggio 2022, ore 14:00 8ª giornata | Cineplexx Blue Devils | 33 – 28 (0-3 7-0 13-6 13-19) referto | Carinthian Lions | Stadion Herrenried |

| Voitsberg 18 giugno 2022, ore 15:00 10ª giornata | Styrian Hurricanes | 7 – 34 (0-14 0-14 0-6 7-0) referto | Cineplexx Blue Devils | Hans Blümel Stadion |

| Hohenems 26 giugno 2022, ore 14:00 11ª giornata | Cineplexx Blue Devils | 35 – 10 (7-0 14-10 7-0 7-0) referto | Styrian Bears | Stadion Herrenried |

### Playoff
| Székesfehérvár 17 luglio 2022, ore 13:00 Semifinale | Fehérvár Enthroners | 49 – 18 (13-0 15-6 14-6 7-6) referto | Cineplexx Blue Devils | FIRST Field |

## Statistiche di squadra
| Competizione      | %Vittorie | In casa | In casa | In casa | In casa | In casa | In casa | In trasferta | In trasferta | In trasferta | In trasferta | In trasferta | In trasferta | Totale | Totale | Totale | Totale | Totale | Totale |
| Competizione      | %Vittorie | G       | V       | N       | P       | Pf      | Ps      | G            | V            | N            | P            | Pf           | Ps           | G      | V      | N      | P      | Pf     | Ps     |
| ----------------- | --------- | ------- | ------- | ------- | ------- | ------- | ------- | ------------ | ------------ | ------------ | ------------ | ------------ | ------------ | ------ | ------ | ------ | ------ | ------ | ------ |
| Stagione regolare | .750      | 4       | 4       | 0       | 0       | 130     | 64      | 4            | 2            | 0            | 2            | 104          | 85           | 8      | 6      | 0      | 2      | 234    | 149    |
| Playoff           | .000      | 0       | 0       | 0       | 0       | 0       | 0       | 1            | 0            | 0            | 1            | 18           | 49           | 1      | 0      | 0      | 1      | 18     | 49     |
| Totale            | .667      | 4       | 4       | 0       | 0       | 130     | 64      | 5            | 2            | 0            | 3            | 122          | 134          | 9      | 6      | 0      | 3      | 252    | 198    |